# بخش مرکزی شهرستان هریس
بخش مرکزی شهرستان هریس یکی از بخش‌های تابعه شهرستان هریس در استان آذربایجان شرقی در شمال غربی ایران است.

## تقسیمات کشوری
- بخش مرکزی شهرستان هریس
  - دهستان بدوستان شرقی
  - دهستان خانمرود
  - دهستان باروق

شهرها هریس، زرنق، بخشایش و کلوانق.

## جمعیت
بنابر سرشماری مرکز آمار ایران، جمعیت بخش مرکزی شهرستان هریس در سال ۱۳۸۵ برابر با ۳۸0۰۸۴ نفر بوده است.